# Proctoporus xestus
Proctoporus xestus — вид ящірок родини гімнофтальмових (Gymnophthalmidae). Мешкає в Андах.

## Поширення і екологія
Proctoporus xestus мешкають на східних схилах Анд в Перу (на південь від Сан-Мартіна), Болівії і північно-західній Аргентині (Жужуй, Сальта). Вони живуть у вологих лісах Юнги та на вологих гірських луках. Зустрічаються на висоті від 1000 до 3600 м над рівнем моря.